# Pfarrkirche Neu-Guntramsdorf

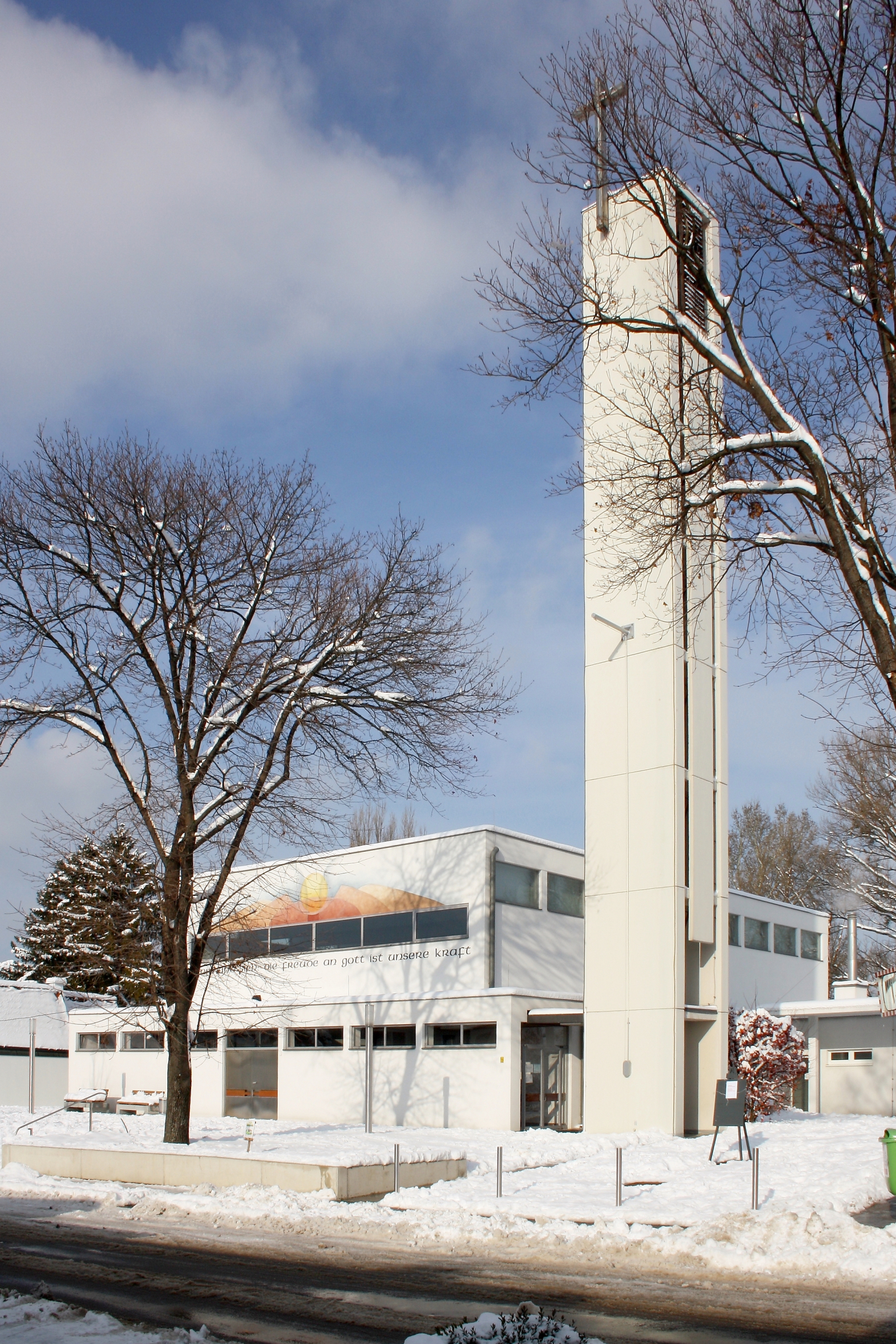
Südostansicht der Josefskirche

Die römisch-katholische Pfarrkirche Neu-Guntramsdorf steht in Neu-Guntramsdorf in der Marktgemeinde Guntramsdorf in Niederösterreich. Die Pfarrkirche hl. Josef der Arbeiter gehört zum Dekanat Mödling in der Erzdiözese Wien.

## Geschichte
Ab 1938 entstand die Siedlung Neu-Guntramsdorf nach einem Konzept des Architekten Georg Laub. Nach dem Krieg wurde bei der Siedlung mit 1948 eine Behelfskirche aus Holz als Filiale der Pfarrkirche Guntramsdorf begonnen. Von 1962 bis 1965 wurde am gleichen Platz die Kirche und das Pfarrzentrum nach den Plänen des Architekten Bruno Tinhofer errichtet. Die Kirche wurde am 3. Oktober 1965 vom Erzbischof-Koadjutor Franz Jachym geweiht und zum 1. Jänner 1966 zur selbständigen Pfarrkirche erhoben.

## Architektur
Die Kirche ist baulich ein Pfarrzentrum mit Kirche, Kapelle, Kirchturm, Pfarrhof und Pfarrheim. Der Flachbau hat einen integrierten – zur Siedlung Neu-Guntramsdorf offenen Kirchplatz. Die Kirche ist ein rechteckiger streng gegliederter Saalbau mit Betonträgern und hat im Eingangsbereich wie auch im Emporenbereich horizontale Schlitzfenster. Die Glasmalerei schuf Charlotte Klima. In der Werktagskapelle ist ein Glasfenster von Walter Eckert. Die Orgel aus 1982 mit 6 Registern wurde von Orgelbau M. Walcker-Mayer gebaut.

## Ausstattung
Das Kruzifix und das Altarblatt Heilige Familie sind von Charlotte Klima.

## Bildergalerie

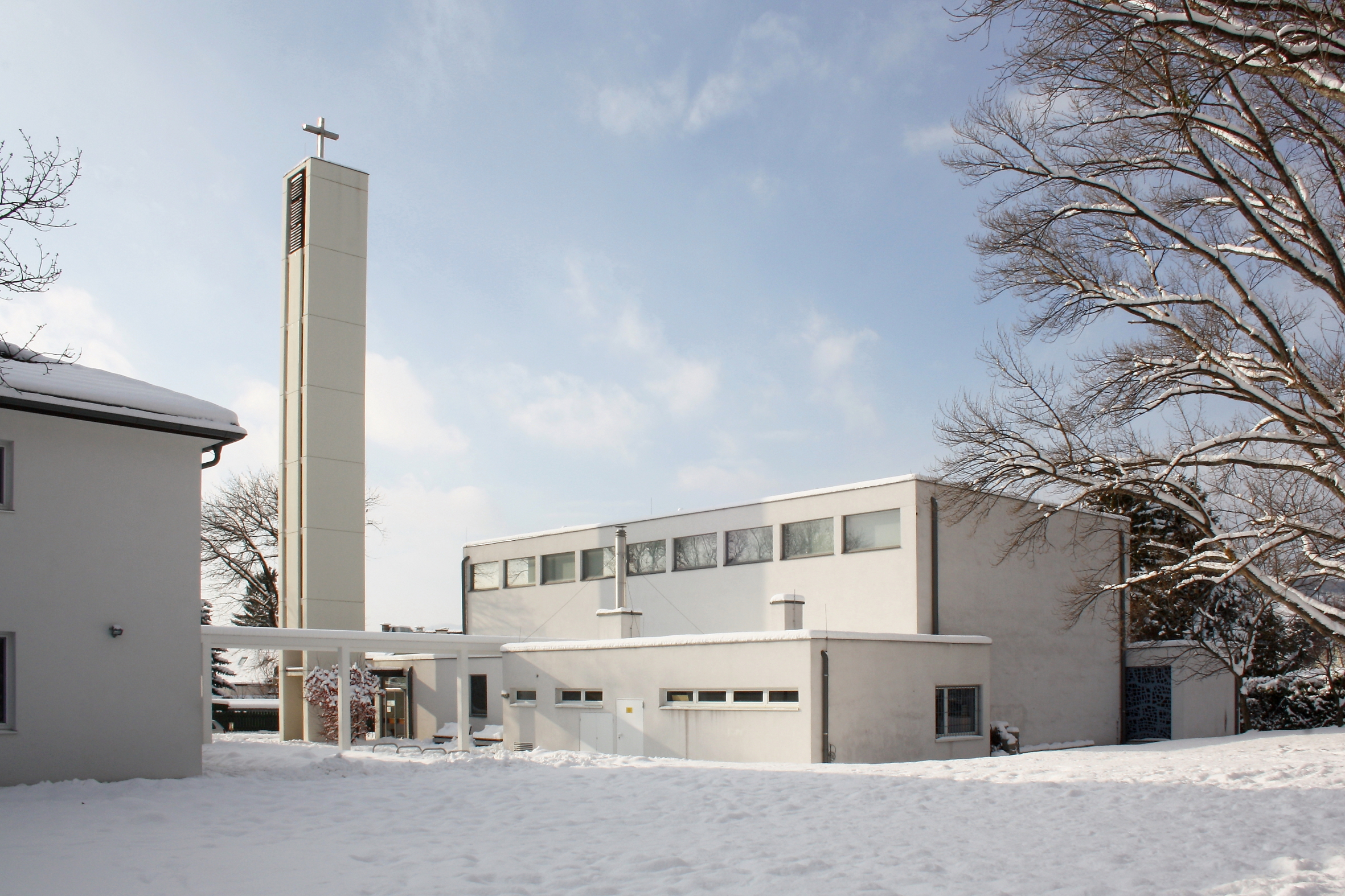
Nordostansicht der Pfarrkirche
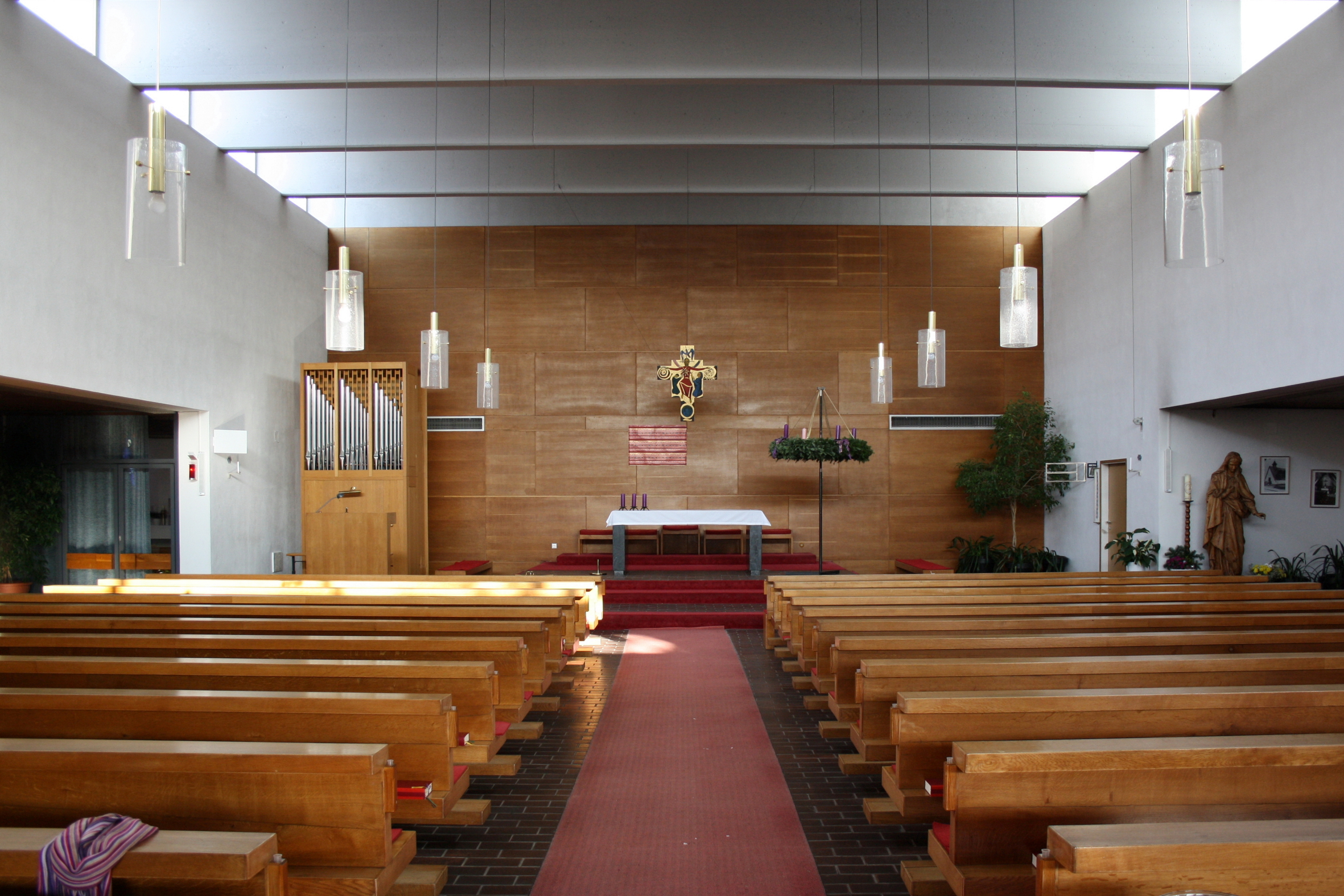
Innenansicht der Pfarrkirche
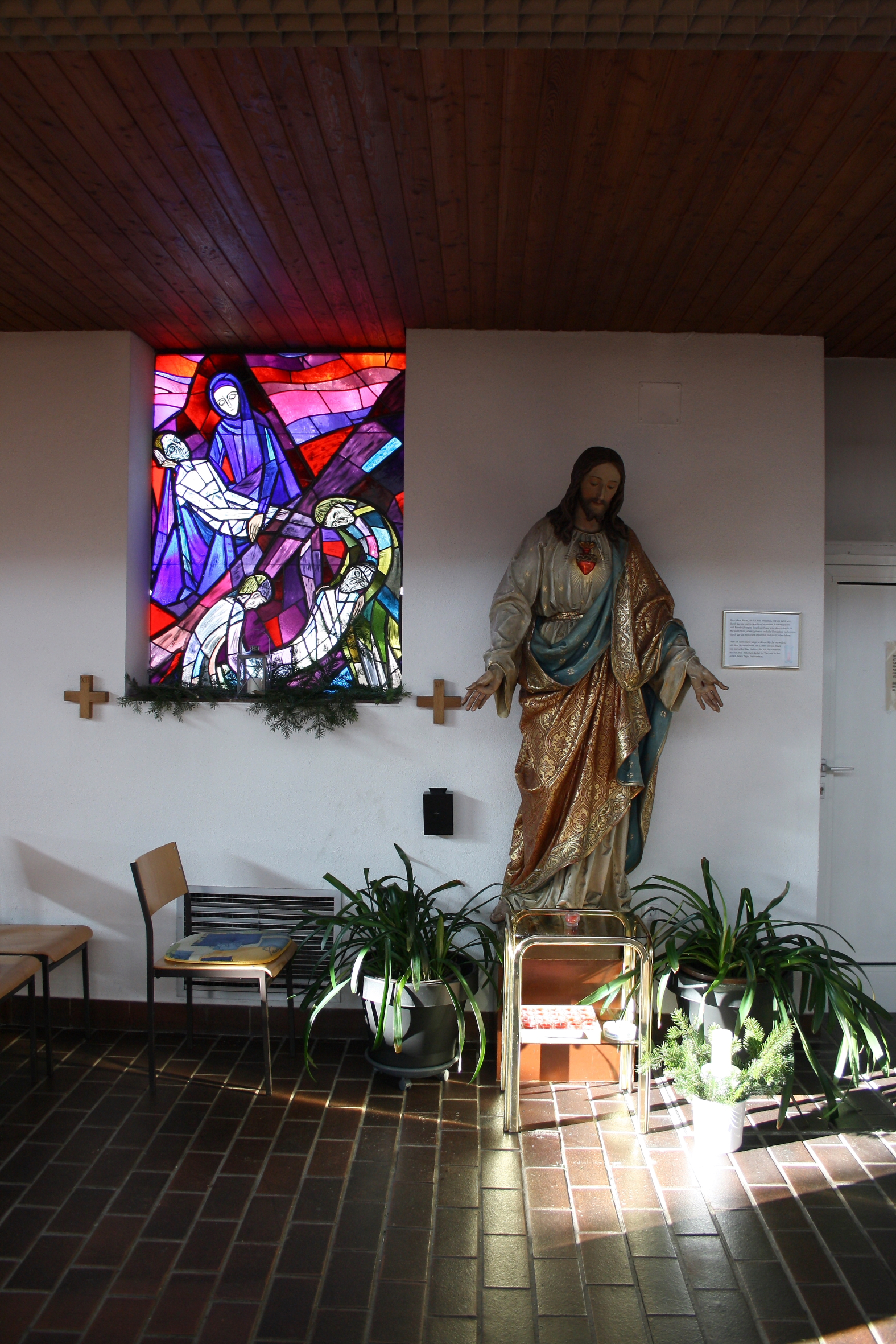
Die Herz-Jesu-Statue (20. Jh.) im linken Seitenschiff
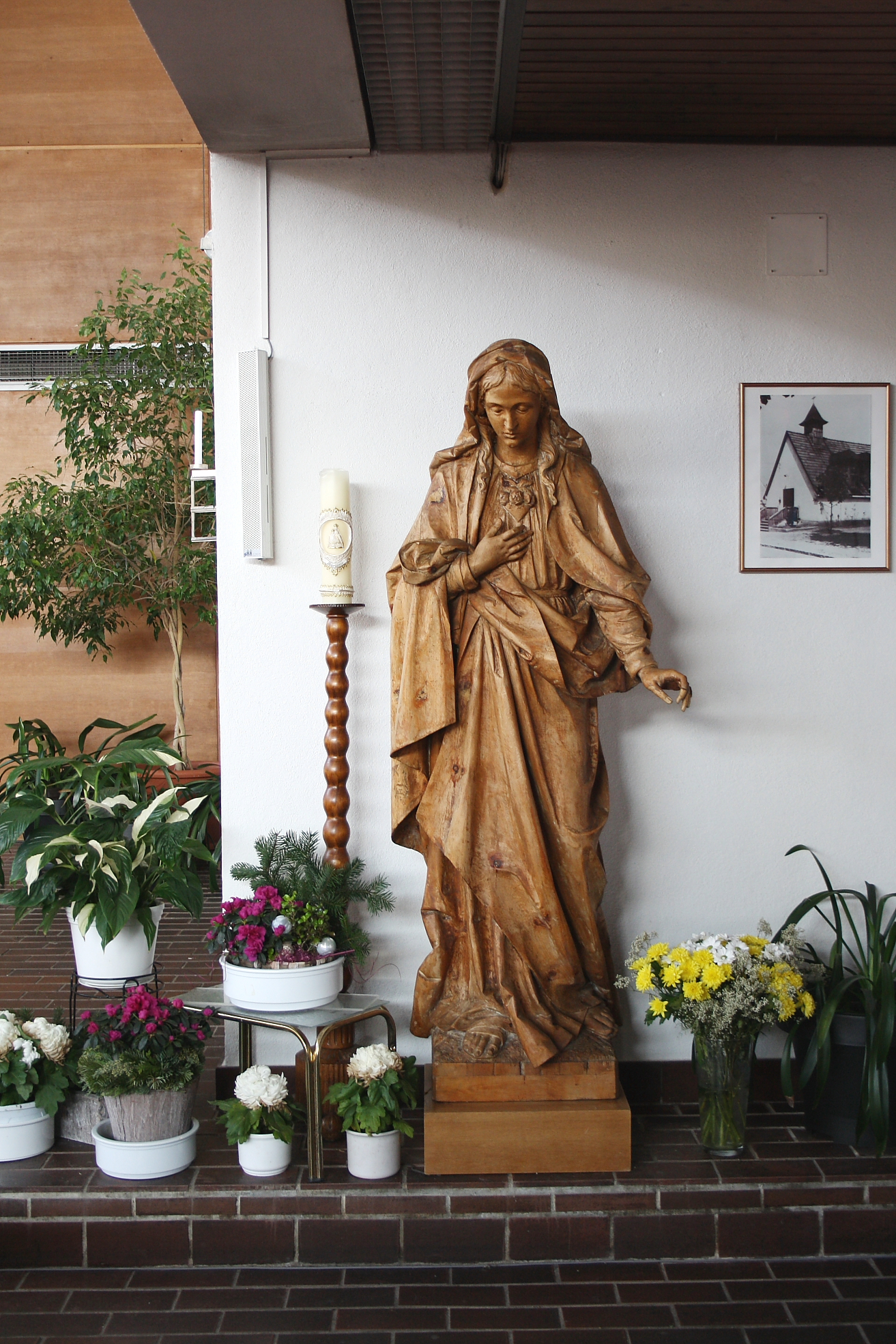
Statue im rechten Seitenschiff